# Blauwe zwartkeelzanger
De blauwe zwartkeelzanger (Setophaga caerulescens, synoniem: Dendroica caerulescens) is een zangvogel uit de familie der Parulidae (Amerikaanse zangers).

## Verspreiding en leefgebied
Deze soort komt voor in noordoostelijk Noord-Amerika en telt 2 ondersoorten:
- Setophaga caerulescens caerulescens: zuidelijk en zuidoostelijk Canada en de noordoostelijke Verenigde Staten.
- Setophaga caerulescens cairnsi: de oostelijk-centrale Verenigde Staten.